# 브라운 후드
브라운 후드(Brown Hood)는 대한민국의 힙합 음악 그룹이다. 2005년에 3인조 데뷔하였으며, 멤버는 지토(Zito, 본명: 이한노, 1981년 10월 28일 ~ ), 디테오(D.Theo, 본명: 이성수, 1981년 6월 23일 ~ ), DJ 진(DJ Zin, 본명: 전진, 1978년 ~ )으로 이루어져있다.

## 역사
한편 중학교, 고등학교 때부터 동창으로 만난 지토와 디테오는 각자의 계기로 힙합을 접하게 되고, 한국의 언더그라운드 씬의 존재를 알게 되면서 직접 음악을 하고 싶다는 마음을 가지게 되었다. 그로 인해 PC통신의 흑인 음악 동호회에 가입, 거기서 마음 맞는 이들과 MWC라는 팀을 결성해 클럽에서 정기적으로 공연을 하였다. 이 팀은 곧 멤버들의 군입대 문제로 해체되었고, 한편으로 지토는 대학 입시를 위해서 잠시 활동을 쉬게 되었다. 대학 진학 후 지토와 디테오는, 대학에서 만난 DJ 진가 뭉쳐서 POP라는 팀을 만들었고, 이 시기에 모리얼의 첫 번째 EP 수록곡 The Monologue에 지토의 디테오와 DJ 진이 참여하였다. 곧이어 디테오가 군입대가 할 때쯤 DJ TAI가 탈퇴를 하면서 3인조로 정비되었는데, 이것이 브라운 후드의 시작이다.
이들이 처음으로 대중에게 이름을 알린 것은 마스터플랜의 2004년 컴필레이션인 Change the Game에 "기도"라는 곡으로 참여하면서부터이다. 이때 브라운 후드는 지토의 디테오와 DJ 진이 함께 2MC & 1DJ 체제로 활동을 하였다. 이 앨범의 참여를 계기로 브라운 후드는 빌스택스와 만나게 되었고, 세컨드 라운드 크루의 멤버가 되었다. 이후 얼마 되지 않아 DJ Zin도 이어 입대를 하였으나, 여러 작업을 토대로 2005년 2월 첫 EP를 내게 되었다.
EP를 낸 지 얼마 되지 않아 음악적 견해차로 2nd Round에서 나온 브라운 후드는, 제대를 한 디테오가 다시 합류하여 활동에 박차를 가한다. EP의 경우 디테오가 참여를 하지 못하였기에 공연은 자연스레 지토를 중심으로 돌아갔으므로, 그들은 신곡과 더불어 새 앨범을 작업하기 시작하였다. 그리고 2006년 9월, 소울 컴퍼니를 통해서 스페셜 앨범 The Gotham City를 발표하였다. 이 앨범은 배트맨과 조커의 대결을 토대로 만든 스토리텔링 앨범이었으며, 앨범이 발표된 후 "갈색극단"이란 제목으로 뮤지컬 형식을 띤 공연을 힙합플레이야 쇼를 통해 한 바 있다. 한편 이 앨범을 작업하면서 DJ 진이 제대를 하였으나, 많은 참여를 하지는 못하였다.
이들은 이 앨범을 통해서 정규 앨범 "갈색극장"을 예고하였으나, 2008년 1월 20일 UMF 공연을 통해 마지막 공연을 갖고 해체하였다. 지토는 2008년 5월 힙합플레이야 인터뷰에서, 해체인 것을 널리 퍼뜨리지 않은 것은 언젠가는 다시 디테오와 Brown Hood란 이름으로 뭉칠 것이기 때문이며, 지금은 단지 각자 하고 싶은 음악이 있어 헤어지는 것일 뿐이라고 말하였다. 이후 디테오는 솔로 앨범을, 지토는 프로젝트 Z, 사운드 메이커 등의 프로젝트 앨범을 작업하고 있다는 것이 알려졌다. 한편으로 지토와 디테오라는 이름으로 최근 스나이퍼 사운드 컴필레이션의 One Nation 앨범에 참여해 컴백할 것을 시사하였다.
그러다가 2009년에는 넋업산가 힙플라디오 방송 Chocolate Sounds를 통해 지토와 디테오와 함께 소울다이브라는 팀을 조직했음을 발표하였으며, 넋업사니는 이 방송에서 프로젝트 팀이 아니라 죽을 때까지 할 팀일 것이라고 말하였다. 소울다이브의 첫 발표물은 9월 중순에 발표되었다.

## 디스코그래피
- 2005년 4월 1일 The Brown City
- 2006년 9월 4일 Gotham City SE

## 이름
- 브라운 후드(Brown Hood)는 "폭력의 검정과 선정성의 빨강을 배제한 음악을 하겠다"는 뜻의 갈색(brown)과 동네 이웃이란 뜻의 hood를 결합한 것으로 "갈색 친구들"이라고 해석이 된다.
- 지토(Zito)는 미국 생활 때 좋아했던 햄버거 가게 Zito's Phillys Burger에서 따온 것이라고 한다.
- 디테오(D.Theo)는 "이전의"라는 뜻의 접두사, 예명으로 프레스타(Presta)는 변형한 단어를 결합한 것으로, 스타 이전의 초심을 잃지 말자는 뜻에서 지었다.
- DJ 진(DJ Zin)은 자신의 본명인 전진에서 나온 것으로, DJ TAI가 지어준 것이다